# 中華民國—密克羅尼西亞聯邦關係
中華民國與密克罗尼西亚联邦無官方外交關係，目前也沒有在對方首都互設具大使館功能的代表機構。對密克羅尼西亞的相關事務由中華民國駐馬紹爾群島大使館兼轄。

## 政治

### 外交

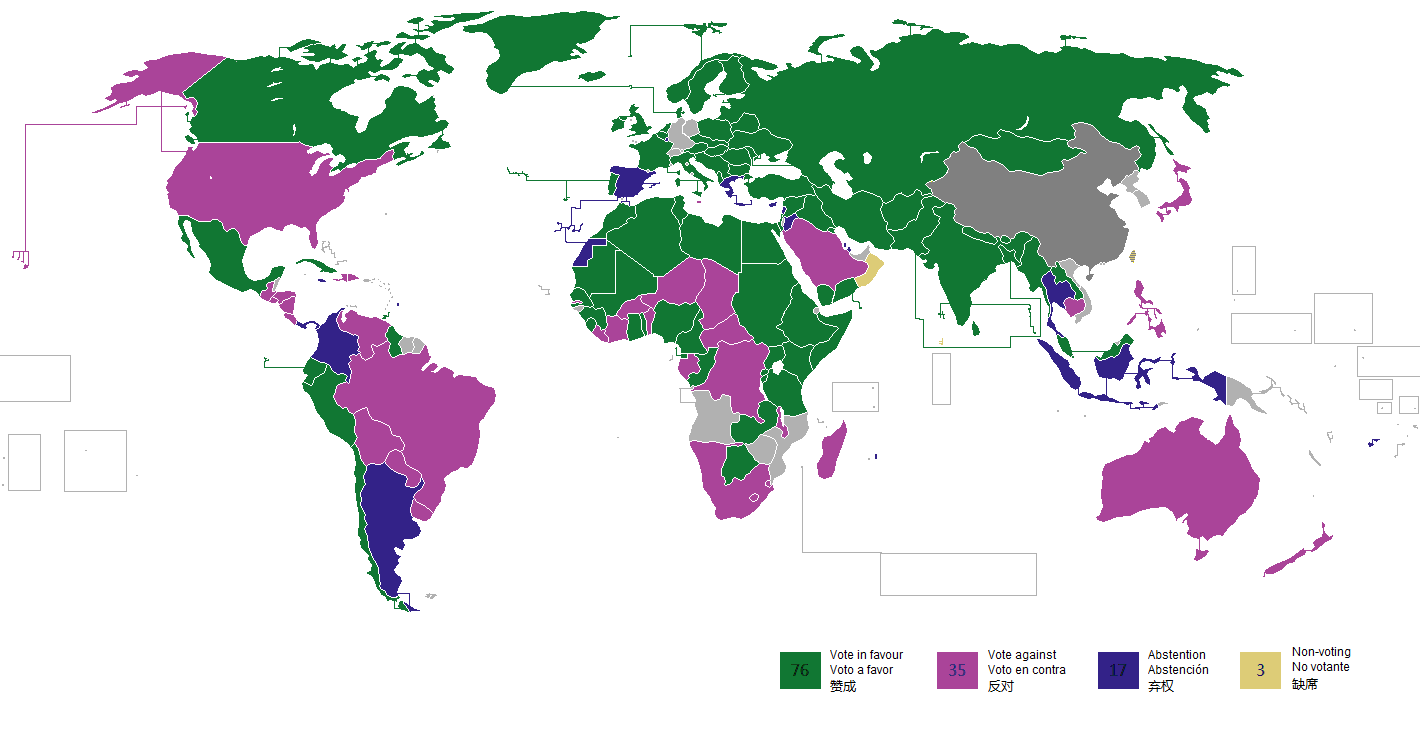
紫色國家表示在1971年的投票中支持中華民國續留聯合國，即《聯合國大會2758號決議》，密克羅尼西亞聯邦當時是美國的太平洋群島託管地，由美國參與投票。

1998年8月，中華民國外交部常務次長吳子丹前往密克羅尼西亞，舉辦第6屆「台灣／中華民國－南太平洋論壇國家對話會議」。
1999年10月，中華民國外交部對於密克羅尼西亞等25國在聯合國大會總辯論的有關發言表示感謝。
2023年2月，密克羅尼西亞總統帕努埃洛向中華民國外交部長吳釗燮探詢建交的可能性。若兩國建交，在3年內可收到5,000萬美元資助，每年還可獲得1,500萬美元援助，並保證可接手中華人民共和國參與的所有建設和計畫。3月10日，吳釗燮證實有意見交換，至於金額則表示「可能有一些出入」。3月14日，外交部發言人劉永健表示尊重也歡迎拓展雙邊關係，將等新國會與政府成立後再來討論，也願意以「台灣模式」協助密克羅尼西亞發展。4月4日，密克羅尼西亞國會投票否決總統外交轉向臺灣的想法。

## 經濟

### 貿易
| 年分 | 貿易總額   | 貿易總額 | 貿易總額 | 出口至密克羅尼西亞 | 出口至密克羅尼西亞 | 出口至密克羅尼西亞 | 自密克羅尼西亞進口 | 自密克羅尼西亞進口 | 自密克羅尼西亞進口 | 順逆差 |
| 年分 | 金額       | 年增減   | 排名     | 金額               | 年增減             | 排名               | 金額               | 年增減             | 排名               | 順逆差 |
| ---- | ---------- | -------- | -------- | ------------------ | ------------------ | ------------------ | ------------------ | ------------------ | ------------------ | ------ |
| 2017 | 30,946,293 | ▲27.6%   | 117      | 30,870,943         | ▲27.7%             | 98                 | 75,350             | ▼4.2%              | 194                | 順差▲  |
| 2018 | 5,793,316  | ▼81.3%   | 158      | 5,694,360          | ▼81.6%             | 145                | 98,956             | ▲31.3%             | 190                | 順差▼  |
| 2019 | 10,659,212 | ▲84.0%   | 144      | 10,595,031         | ▲86.1%             | 124                | 64,181             | ▼35.1%             | 193                | 順差▲  |
| 2020 | 8,325,397  | ▼21.9%   | 146      | 8,303,398          | ▼21.6%             | 126                | 21,999             | ▼65.7%             | 200                | 順差▼  |
| 2021 | 8,892,546  | ▲6.8%    | 152      | 8,839,368          | ▲6.5%              | 128                | 53,178             | ▲141.7%            | 192                | 順差▲  |
| 2022 | 7,300,757  | ▼17.9%   | 157      | 7,262,272          | ▼17.8%             | 135                | 38,485             | ▼27.6%             | 195                | 順差▼  |
| 2023 | 7,385,923  | ▲1.2%    | 154      | 7,339,302          | ▲1.1%              | 131                | 46,621             | ▲21.1%             | 189                | 順差▲  |
| 2024 | 33,446,580 | ▲352.8%  | 117      | 33,381,315         | ▲354.8%            | 96                 | 65,265             | ▲40.0%             | 184                | 順差▲  |

## 簽證

持中華民國護照的中華民國國民簽證要求分布圖：入境密克羅尼西亞可以免簽證。

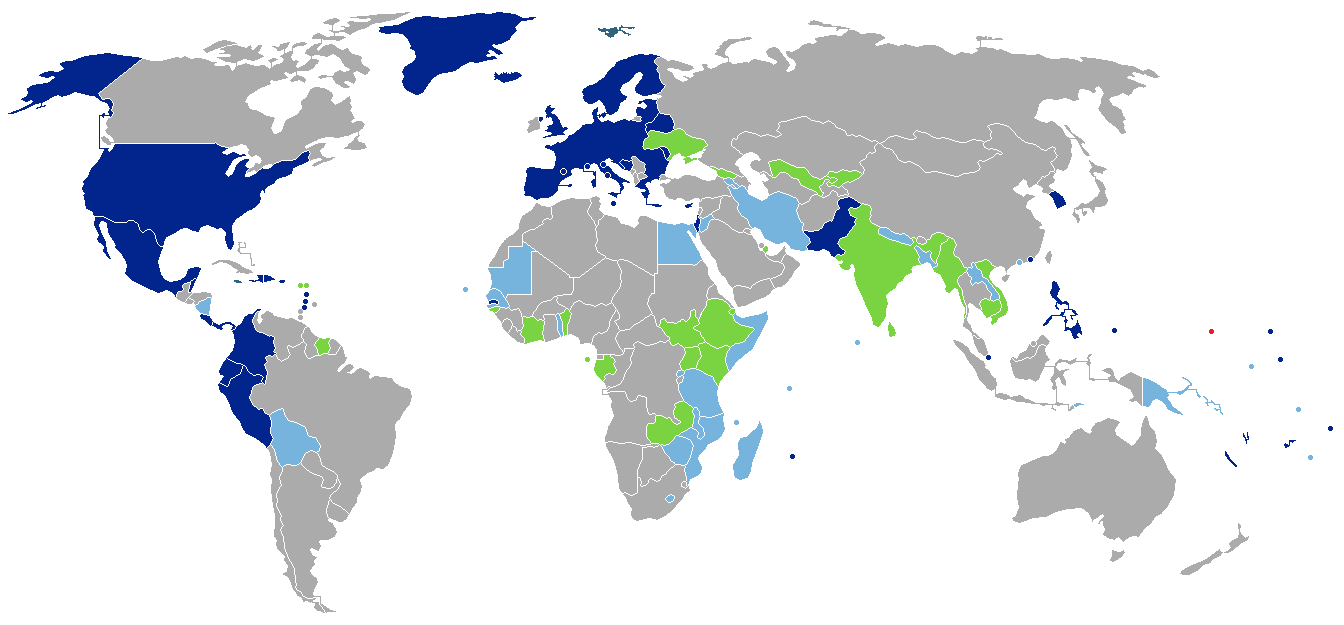
持密克羅尼西亞護照的密克羅尼西亞人口簽證要求分布圖：入境中華民國需要簽證。

目前全世界的外籍人士都可以免簽證的方式入境密克羅尼西亞，持有中華民國護照的中華民國國民可停留最多30天，若停留超過30天，須事先申請簽證（entry permit），一般可停留60天，可至密克羅尼西亞駐關島總領事館辦理。
持有密克羅尼西亞護照的密克羅尼西亞國民抵台參加由中央政府機關主辦、協辦或贊助之國際會議、運動賽事、商展或其他活動，可以電子簽證入境中華民國，停留最多30天並不得延期。

## 交通

### 航空

#### 客運
兩國無直航班機，可經由（不計航點遠近，截至2023年7月17日）：
- 臺北→布里斯本、關島[註 1]、檀香山，再轉機前往密克羅尼西亞的國際機場（英语：List of airports in the Federated States of Micronesia）。

### 駕車
持有中華民國國際駕駛執照可在密克羅尼西亞駕車30日，超過30日須申換密克羅尼西亞駕駛執照。

## 外部連結
- 中華民國外交部－密克羅尼西亞聯邦簡介 （页面存档备份，存于）
- 中華民國駐馬紹爾群島共和國大使館
- 外交部領事事務局－國外旅遊警示分級表
- 中華民國衛生福利部－國際旅遊疫情建議等級
- 中華民國國際經濟合作協會 （页面存档备份，存于）